# Ryan Smyth
Ryan Alexander Gordon Smyth (ur. 21 lutego 1976 w Banff, Alberta) – kanadyjski hokeista, reprezentant Kanady, olimpijczyk.
Jego brat Kevin (ur. 1973) także został hokeistą.

## Kariera
- Lethbridge Y's Men Titans (1990-1991)
- Caronport Cougars Midget AA (1991-1995)
- Moose Jaw Warriors (1992-1995)
- Cape Breton Oilers (1995)
- Edmonton Oilers (1995-2007)
- New York Islanders (2007)
- Colorado Avalanche (2007-2009)
- Los Angeles Kings (2009-2011)
- Edmonton Oilers (2011-2014)
- Stony Plain Eagles (2016-2017)

Wychowanek Banff Bears. Grał w kanadyjskiej lidze juniorskiej WHL w ramach CHL. W drafcie NHL z 1994 został wybrany przez Edmonton Oilers. W barwach tej drużyny grał w lidze NHL pierwotnie 11 sezonów od 1995 do 2007, następnie w trzech innych klubach amerykańskich. W czerwcu 2011 ponownie został graczem Edmonton. W lipcu 2012 przedłużył kontrakt o dwa lata. W zespole Oiler grał do 2014. W 2016 został graczem drużyny Stony Plain Eagles w lidze Chinook HL
W barwach Kanady uczestniczył w turniejach mistrzostw świata edycji 1999, 2000, 2001, 2002, 2003, 2004, 2005, 2010, zimowych igrzysk olimpijskich edycji 2002, 2006 oraz Pucharu Świata 2004. Na turniejach MŚ 2001-2005 był kapitanem kadry.

## Sukcesy

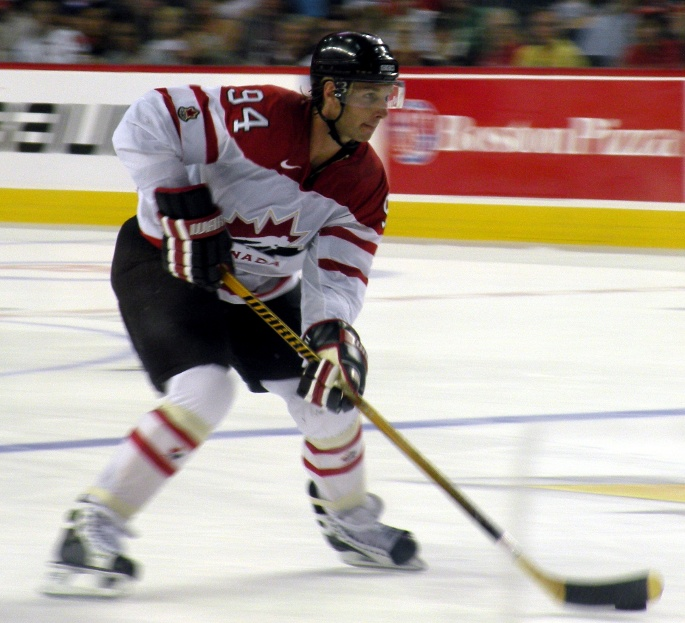
Ryan Smyth w barwach Kanady (2009)

- Złoty medal mistrzostw świata juniorów do lat 20: 1995
- Złoty medal zimowych igrzysk olimpijskich: 2002
- Złoty medal mistrzostw świata: 2003, 2004
- Złoty medal Pucharu Świata: 2004
- Srebrny medal mistrzostw świata: 2005

Klubowe
- Puchar Spenglera: 2012
- Clarence S. Campbell Bowl: 2006 z Edmonton Oilers

Indywidualne
- WHL i CHL 1994/1995:
  - Drugi skład gwiazd WHL (Wschód)
  - Pierwszy skład gwiazd CHL
- NHL (2006/2007):
  - NHL All-Star Game

Wyróżnienie
- Galeria Sławy IIHF: w 2020 ogłoszony[4], w 2024 wprowadzony[5]